# Gray Maynard
Bradley Gray Maynard (nacido el 9 de mayo de 1979) es un artista marcial mixto estadounidense, actualmente retirado, que compitió en la categoría de peso ligero en Ultimate Fighting Championship. Ostenta el cuarto nocaut más rápido en la historia de UFC, a los 9 segundos contra Joe Veres.

## Carrera en artes marciales mixtas

### The Ultimate Fighter
Maynard fue concursante en The Ultimate Fighter 5, que contó con pesos ligeros exclusivamente. Fue seleccionado por B.J. Penn para estar en su equipo y fue elección de Penn para llegar a la final.

### Ultimate Fighting Championship
Maynard se enfrentó a Rob Emerson en The Ultimate Fighter 5 Finale el 23 de junio de 2007. La pelea fue declarada sin resultado, dado que ambos peleadores se vieron incapaces de continuar. Tras el evento, ambos peleadores ganaron el premio a la Pelea de la Noche.
Maynard se enfrentó a Joe Veres el 19 de septiembre de 2007 en UFC Fight Night 11. Maynard ganó la pelea por nocaut en la primera ronda a los 9 segundos.
Maynard se enfrentó a Dennis Siver el 23 de enero de 2008 en UFC Fight Night 12. Maynard derrotó a Siver por decisión unánime. Tras el evento, ambos peleadores ganaron el premio a la Pelea de la Noche.
El 2 de abril de 2008, Maynard derrotó a Frankie Edgar en UFC Fight Night 13 por decisión unánime.
En UFC 90, Maynard derrotó por decisión unánime a Rich Clementi.
Maynard se enfrentó a Jim Miller el 7 de marzo de 2009 en UFC 96. Maynard ganó la pelea por decisión unánime.
Maynard se enfrentó a Roger Huerta el 16 de septiembre de 2009 en UFC Fight Night 19. Maynard ganó la pelea por decisión dividida.
Maynard se enfrentó a Nate Diaz el 11 de enero de 2010 en UFC Fight Night 20. Maynard derrotó a Diaz por decisión dividida.
Maynard se enfrentó a Kenny Florian el 28 de agosto de 2010 en UFC 118 por el contendiente No.1 al título. Maynard derrotó a Florian por decisión unánime.
Maynard se enfrentó a Frankie Edgar el 1 de enero de 2011 en UFC 125 por el campeonato de peso ligero de UFC. Edgar y Maynard empataron en un empate dividido. Tras el evento, ambos peleadores ganaron el premio a la Pelea de la Noche, siendo finalmente la Pelea del Año 2011.
Maynard se enfrentó a Frankie Edgar en la revancha por el título el 8 de octubre de 2011 en UFC 136. Maynard perdió la pelea por nocaut en la cuarta ronda.
Maynard se enfrentó a Clay Guida en UFC on FX 4. Él ganó la pelea por decisión dividida.
Maynard esperaba enfrentarse a Joe Lauzon el 29 de diciembre de 2012 en UFC 155. Sin embargo, Maynard se retiró de la pelea alegando una lesión en la rodilla y fue reemplazado por Jim Miller.
Maynard se enfrentó a TJ Grant en UFC 160 el 25 de mayo de 2013. Dana White anunció en la conferencia de prensa posterior al evento UFC on Fox 7 que el ganador de la pelea Maynard/Grant tendrá la oportunidad de disputarle el título de peso ligero a Benson Henderson. Maynard perdió la pelea por TKO (golpes) en la primera ronda.
Maynard se enfrentó a Nate Diaz por 3.ª vez el 30 de noviembre de 2013 en The Ultimate Fighter 18 Finale. Maynard perdió la pelea por nocaut técnico en la primera ronda.
El 16 de agosto de 2014, Maynard se enfrentó a Ross Pearson en UFC Fight Night 47. Maynard perdió la pelea por nocaut técnico en la segunda ronda.
El 4 de abril de 2015, Maynard se enfrentó a Alexander Yakovlev en UFC Fight Night 63. Maynard perdió la pelea por decisión unánime.
Maynard se enfrentó a Fernando Bruno en una pelea de peso pluma el 8 de julio de 2016 en The Ultimate Fighter 23 Finale. Ganó el combate por decisión unánime.
Maynard se enfrentó a Ryan Hall el 3 de diciembre de 2016 en The Ultimate Fighter 24 Finale. Perdió la pelea por decisión unánime.
Maynard se enfrentó a Teruto Ishihara el 7 de julio de 2017 en la final de The Ultimate Fighter 25. Ganó la pelea por decisión unánime.
Maynard volvió al peso ligero contra Nik Lentz el 6 de octubre de 2018 en UFC 229. Perdió la pelea por TKO en la segunda ronda luego de ser derribado por una patada en la cabeza y golpes.

## Vida personal
Maynard y su novia están comprometidos.
Actualmente Gray Maynard es coprotagonista en la película, Submission con Ving Rhames y Ernie Reyes Jr.

## Campeonatos y logros
| - Ultimate Fighting Championship - Semifinalista de The Ultimate Fighter 5 - Pelea de la Noche (Tres veces) - 4º KO más rápido en la historia de UFC | - National Collegiate Athletic Association - NCAA División I 157 lb - 8º lugar en la Universidad Estatal de Míchigan (2001) - NCAA División I 157 lb - 7º lugar en la Universidad Estatal de Míchigan (2002) - NCAA División I 157 lb - 7º lugar en la Universidad Estatal de Míchigan (2003) - NCAA División I All-American (2001, 2002, 2003) |

## Récord en artes marciales mixtas
| Resultado     | Récord     | Oponente           | Método                            | Evento                                                    | Fecha                    | Ronda | Tiempo | Localización                | Notas                                                                             |
| ------------- | ---------- | ------------------ | --------------------------------- | --------------------------------------------------------- | ------------------------ | ----- | ------ | --------------------------- | --------------------------------------------------------------------------------- |
| Derrota       | 13–7–1 (1) | Nik Lentz          | TKO (patada a la cabeza y golpes) | UFC 229                                                   | 6 de octubre de 2018     | 2     | 1:19   | Paradise, Nevada            |                                                                                   |
| Victoria      | 13–6–1 (1) | Teruto Ishihara    | Decisión (unánime)                | The Ultimate Fighter: Redemption Finale                   | 7 de julio de 2017       | 3     | 5:00   | Las Vegas, Nevada           |                                                                                   |
| Derrota       | 12–6–1 (1) | Ryan Hall          | Decisión (unánime)                | The Ultimate Fighter: Tournament of Champions Finale      | 3 de diciembre de 2016   | 3     | 5:00   | Las Vegas, Nevada           |                                                                                   |
| Victoria      | 12–5–1 (1) | Fernando Bruno     | Decisión (unánime)                | The Ultimate Fighter: Team Joanna vs. Team Cláudia Finale | 8 de julio de 2016       | 3     | 5:00   | Las Vegas, Nevada           |                                                                                   |
| Derrota       | 11–5–1 (1) | Alexander Yakovlev | Decisión (unánime)                | UFC Fight Night: Mendes vs. Lamas                         | 4 de abril de 2015       | 3     | 5:00   | Fairfax, Virginia           |                                                                                   |
| Derrota       | 11–4–1 (1) | Ross Pearson       | TKO (golpes)                      | UFC Fight Night: Bader vs. St. Preux                      | 16 de agosto de 2014     | 2     | 1:35   | Bangor, Maine               |                                                                                   |
| Derrota       | 11–3–1 (1) | Nate Diaz          | TKO (golpes)                      | The Ultimate Fighter 18 Finale                            | 30 de noviembre de 2013  | 1     | 2:38   | Las Vegas, Nevada           |                                                                                   |
| Derrota       | 11–2–1 (1) | TJ Grant           | TKO (golpes)                      | UFC 160                                                   | 25 de mayo de 2013       | 1     | 2:07   | Las Vegas, Nevada           | Eliminatoria por el título.                                                       |
| Victoria      | 11–1–1 (1) | Clay Guida         | Decisión (dividida)               | UFC on FX: Maynard vs. Guida                              | 22 de junio de 2012      | 5     | 5:00   | Atlantic City, Nueva Jersey |                                                                                   |
| Derrota       | 10–1–1 (1) | Frankie Edgar      | TKO (golpes)                      | UFC 136                                                   | 8 de octubre de 2011     | 4     | 3:54   | Houston, Texas              | Por el Campeonato de Peso Ligero de UFC.                                          |
| Empate        | 10–0–1 (1) | Frankie Edgar      | Empate (dividido)                 | UFC 125                                                   | 1 de enero de 2011       | 5     | 5:00   | Las Vegas, Nevada           | Por el Campeonato de Peso Ligero de UFC; Pelea de la Noche; Pelea del Año (2011). |
| Victoria      | 10–0 (1)   | Kenny Florian      | Decisión (unánime)                | UFC 118                                                   | 28 de agosto de 2010     | 3     | 5:00   | Boston, Massachusetts       | Eliminatoria por el título.                                                       |
| Victoria      | 9–0 (1)    | Nate Diaz          | Decisión (dividida)               | UFC Fight Night: Maynard vs. Diaz                         | 11 de enero de 2010      | 3     | 5:00   | Fairfax, Virginia           |                                                                                   |
| Victoria      | 8–0 (1)    | Roger Huerta       | Decisión (dividida)               | UFC Fight Night: Diaz vs. Guillard                        | 16 de septiembre de 2009 | 3     | 5:00   | Oklahoma City, Oklahoma     |                                                                                   |
| Victoria      | 7–0 (1)    | Jim Miller         | Decisión (unánime)                | UFC 96                                                    | 7 de marzo de 2009       | 3     | 5:00   | Columbus, Ohio              |                                                                                   |
| Victoria      | 6–0 (1)    | Rich Clementi      | Decisión (unánime)                | UFC 90                                                    | 25 de octubre de 2008    | 3     | 5:00   | Rosemont, Illinois          |                                                                                   |
| Victoria      | 5–0 (1)    | Frankie Edgar      | Decisión (unánime)                | UFC Fight Night: Florian vs. Lauzon                       | 2 de abril de 2008       | 3     | 5:00   | Broomfield, Colorado        |                                                                                   |
| Victoria      | 4–0 (1)    | Dennis Siver       | Decisión (unánime)                | UFC Fight Night: Swick vs. Burkman                        | 23 de enero de 2008      | 3     | 5:00   | Las Vegas, Nevada           | Pelea de la Noche.                                                                |
| Victoria      | 3–0 (1)    | Joe Veres          | KO (golpe)                        | UFC Fight Night: Thomas vs. Florian                       | 19 de septiembre de 2007 | 1     | 0:09   | Las Vegas, Nevada           |                                                                                   |
| Sin resultado | 2–0 (1)    | Rob Emerson        | Sin resultado                     | The Ultimate Fighter 5 Finale                             | 23 de junio de 2007      | 2     | 0:39   | Las Vegas, Nevada           | Ambos peleadores se consideraron incapaces de continuar; Pelea de la Noche.       |
| Victoria      | 2–0        | Brent Weedman      | Decisión (unánime)                | WEF: Orleans Arena                                        | 10 de junio de 2006      | 3     | 5:00   | Las Vegas, Nevada           |                                                                                   |
| Victoria      | 1–0        | Joshua Powell      | TKO (golpes)                      | Title Fighting Championships 1                            | 21 de abril de 2006      | 1     | 2:56   | Des Moines, Iowa            |                                                                                   |